# Valdeprado del Río
Valdeprado del Río ist eine Gemeinde in der spanischen Autonomen Region Kantabrien. Sie liegt in der Comarca Campoo-Los Valles und grenzt im Norden an die Gemeinden Campoo de Enmedio und Las Rozas de Valdearroyo, im Süden an Valderredible, im Westen an Valdeolea und die Provinz Palencia und im Osten an die Provinz Burgos, beide Provinzen sind Teil der Autonomen Gemeinschaft Kastilien und León. Die ländliche Gemeinde leidet aufgrund ihrer Entfernung zur Kantabrischen See unter Bevölkerungsschwund.

## Geschichte
Die heutige Gemeinde Valdeprado del Río wurde 1868 als Zusammenschluss der alten Bruderschaften Valdeprado und Los Carabeos gebildet, die bereits 1822 zu Gemeinden geworden waren. 

## Orte
- Aldea de Ebro
- Arcera
- Arroyal (Hauptort)
- Barruelo
- Bustidoño
- Candenosa
- Hormiguera
- Laguillos
- Malataja
- Mediadoro
- Reocín de los Molinos
- San Andrés
- San Vitores
- Sotillo
- Valdeprado del Río

## Bevölkerungsentwicklung
| 1877 | 1900 | 1950 | 1981 | 1991 | 2001 | 2011 |
| ---- | ---- | ---- | ---- | ---- | ---- | ---- |
| 2538 | 2685 | 2224 | 590  | 369  | 327  | 362  |